# Barbanchu
Barbanchu est un nom de fiction, le plus souvent attribué à un personnage masculin, utilisé dans les journaux et la littérature francophones du XIXe siècle. Avec Tartempion et Falempin, il est l’un des personnages mis en scène et popularisés par le journal satirique Le Charivari entre 1840 et 1850, et dont le nom est ensuite utilisé pour désigner un individu quelconque.
Il est notamment cité dans divers poèmes de Théodore de Banville, (Odes funambulesques, 1857).